# Maxim Van Gils
Maxim Van Gils (ur. 25 listopada 1999 w Brasschaat) – belgijski kolarz szosowy.

## Osiągnięcia
Opracowano na podstawie:

2017
- 1. miejsce w Classique des Alpes juniors

2020
- 3. miejsce w Tour de Savoie Mont-Blanc
  - 1. miejsce w klasyfikacji młodzieżowej

2022
- 1. miejsce w Saudi Tour
  - 1. miejsce w klasyfikacji młodzieżowej
  - 1. miejsce na 4. etapie

2023
- 2. miejsce w Volta Limburg Classic

## Rankingi
| Rok             | 2019  | 2020 | 2021 | 2022 | 2023 | 2024 |
| --------------- | ----- | ---- | ---- | ---- | ---- | ---- |
| World Ranking   | 2049. | 648. | 446. | 186. | 68.  | 14.  |
| UCI Europe Tour | 1338. | 527. | 368. | 153. | 56.  | 11.  |
|                 |       |      |      |      |      |      |
| Źródło: UCI     |       |      |      |      |      |      |